# Casual wear
La tenue décontractée (ou Casual wear) est un code vestimentaire occidental décontracté, occasionnel, spontané et adapté à la vie de tous les jours. Les vêtements décontractés sont devenus populaires dans le monde occidental à la suite de la contre-culture des années 1960. Lorsque l'on[style à revoir] met l'accent sur le confort de la tenue décontractée, on[style à revoir] peut la qualifier de vêtement de loisir ou de vêtement de détente.
Alors que la tenue décontractée est « informelle » dans le sens de « non formelle », la tenue informelle fait traditionnellement référence à un code vestimentaire occidental associé aux costumes, un cran en dessous de la tenue semi-formelle, et donc plus formel que la tenue décontractée.

## Aperçu général
La mode décontractée moderne trouve son origine dans les vêtements de sport des années 1920, notamment les blazers en tweed, les chaussures oxford et les jupes de golf. La popularité croissante de la bicyclette a fait naître le besoin d'une jupe-culotte, précurseur du short décontracté. Au fil du siècle, le terme « décontracté » s'est étendu à d'autres styles, notamment aux vêtements de travail en denim et aux éléments des uniformes militaires. Avec la popularité des sports de spectateurs à la fin du XXe siècle, de nombreux équipements sportifs ont influencé les vêtements décontractés, tels que les joggings, les chaussures de course et les vêtements d'athlétisme. Les matières de base utilisées pour les vêtements décontractés sont le denim, le coton, le jersey, la flanelle et la laine polaire. Les matières telles que le velours, la mousseline et le brocart sont souvent associées à des vêtements plus formels.
Si la tenue décontractée évoque le costume utilitaire, il existe un large éventail d'expressions, notamment la mode punk et la mode inspirée des décennies précédentes, telles que les années 1970 et 1980. Madonna a popularisé la dentelle, les bijoux et les cosmétiques dans les tenues décontractées au cours des années 1980. Dans les années 1990, la mode hip-hop a mis en valeur les bijoux élaborés et les matériaux luxueux portés en conjonction avec des tenues de sport et des vêtements de travail manuel.

## Expression de genre
La tenue décontractée a introduit une « unisexisation » de la mode. Dans les années 1960, les femmes ont adopté les T-shirts, les jeans et les chemises à col et, pour la première fois depuis près de 200 ans, les hommes ont les cheveux longs. La tenue décontractée est généralement le code vestimentaire dans lequel les formes d'expression du genre sont expérimentées. Les bijoux masculins, par exemple, qui étaient autrefois considérés comme choquants ou émoustillants même dans les cercles décontractés, sont aujourd'hui à peine remarquables dans les situations semi-formelles. Amelia Bloomer a introduit une sorte de pantalon pour les femmes comme alternative décontractée aux cerceaux et aux jupes formelles. La tendance à l'exposition des femmes au XXe siècle a eu tendance à faire baisser le décolleté des robes de bal et à réduire la longueur des robes de cocktail,.